# みやままり
みやま まり（3月27日 - ）は、日本の女性声優、ナレーター。大阪府出身。以前はアル・シェアに所属していた。
2016年3月13日に第10回声優アワード新人発掘オーディションに合格。

## 人物
動物が好き。
学生時代に馬術部だったことから特に馬が好きである。
家族が大好きで、SNSやラジオ等でしばしば家族の話をしている。
趣味はグルメ、映画、星座鑑賞。
特技は馬術、フルート。
フルートは12年間しており、自身の出演したコンサートでアナウンスも務めていた。

## 出演

### テレビアニメ
- Rewrite （2017年、子供）[3]
- 魔入りました!入間くん（2021年、ウォルターパーク入園者たち）
- プリマドール（2022年、自律人形C、女B）
- 魔術士オーフェンはぐれ旅 聖域編（2023年、地人兵）
- 実は俺、最強でした?（2023年、子供）
- 妃教育から逃げたい私（2025年、貴族1、少年1、メイド2）

### ゲーム
- iOS/Android「武装少女」（古場ふたば）
- iOS/Android「エレメンタルリーグ〜精霊獣と世界樹の葉〜」（アプリコ、オッグ[4]、キラリ[5]）

### ナレーション
- チバテレビ番組内ナレーション
- スマートフォンの使い方児童向けプログラム
- 企業向けVTR各種

### MC
- 高円宮妃久子殿下コンペティション
- かなんフェス
- こいのぼりフェスタ1000ステージ
- 羽曳野フェスティバル
- 高槻市はにコット

### ラジオ
- コミュニティFM天神「スターロケットシアター」
- 超!A&G+
- 若林直美とSay you will Challenge!（2016年 -  2017年、エフエム浦安）
- サタマニ[6]

### 吹き替え
- 美女と野獣 Beauty And The Beast

### ドラマCD
- 憎らしい彼　美しい彼２